# Arcachon Cup
L'Arcachon Cup è stato un torneo femminile di tennis giocato nel 1989. Si è disputato ad Arcachon in Francia su campi terra rossa.

## Albo d'oro

### Singolare
| Anno | Campionessa    | Finalista      | Punteggio     |
| ---- | -------------- | -------------- | ------------- |
| 1989 | Judith Wiesner | Barbara Paulus | 6–3, 6–7, 6–1 |

### Doppio
| Anno | Campionesse                         | Finaliste                     | Punteggio |
| ---- | ----------------------------------- | ----------------------------- | --------- |
| 1989 | Sandra Cecchini / Patricia Tarabini | Mercedes Paz / Brenda Schultz | 6–3, 7–6  |